# Filhos da Meia-Noite
Filhos da Meia-Noite (Midnight Sons no original) é uma equipe fictícia de super-heróis sobrenaturais que aparecem nas histórias em quadrinhos americanas publicadas pela Marvel Comics. Incluindo os Espíritos de Vingança Danny Ketch e Johnny Blaze, Blade, e Morbius, a equipe original formada pela primeira vez como parte do arco de história Rise of the Midnight Sons, culminando na primeira aparição completa da equipe em Motoqueiro Fantasma (vol. 3) # 31 (data de capa novembro de 1992). Após o sucesso dos crossovers, a Marvel marcou todas as histórias envolvendo o grupo com uma marca familiar distinta que durou de dezembro de 1993 a agosto de 1994. A equipe foi revivida várias vezes com personagens diferentes, mas os membros mais frequentes incluem Morbius, Blade e pelo menos um Espírito de Vingança.

## Histórico de publicação
Os Filhos da Meia-Noite originais apareceram em vários crossovers de várias edições dos títulos sobrenaturais da Marvel na década de 1990. O primeiro, "Rise of the Midnight Sons", lançou vários livros na linha Midnight Sons, incluindo Morbius (setembro de 1992), Darkhold: Pages from the Book of Sins (outubro de 1992) e Nightstalkers (novembro de 1992). A equipe consistia em "os nove": Blade, Morbius, Danny Ketch (como Motoqueiro Fantasma), John Blaze (como humano), Frank Drake, Hannibal King, Vicki Montesi, Louise Hastings e Sam Buchanan.
O grupo apareceu na antologia de nove edições da história em quadrinhos Midnight Sons Unlimited, que durou de abril de 1993 a maio de 1995 e se relacionou com os eventos de crossover.
Seu crossover final foi o "Cerco das Trevas" de dezessete partes, que decorreu de dezembro de 1993 a janeiro de 1994. Foi apresentado em duas edições consecutivas de cada título Midnight Sons, também em quatro edições da Marvel Comics Presents (#143-146) e duas edições de Doutor Estranho, um título que foi recentemente incluído na linha. Foi anunciado com um encarte de oito páginas em vários quadrinhos em outubro, novembro e dezembro de 1993. De acordo com o texto do anúncio, escrito por Jeffrey Lee Simmons.
Pela primeira vez na história da Marvel, um de nossos grupos familiares está recebendo sua própria impressão familiar distinta e tratamento de capa. Do lado de fora dos livros, isso significa que todos os títulos da família compartilharão um novo símbolo de capa, a adaga dos Midnight Sons, assim como tratamentos de capa semelhantes. Por dentro, os títulos Midnight Sons terão uma continuidade mais forte, criando uma subseção mais emocionante e unida do Universo Marvel.
O anúncio também afirmava que os Filhos da Meia-Noite eram o "primeiro grupo familiar distinto".
"Siege of Darkness", no entanto, marcou o cancelamento de Darkhold: Pages from the Book of Sins, e a marca Midnight Sons não durou muito mais. Nightstalkers durou apenas mais três edições. Uma série Blade and Blaze não conseguiu atrair o interesse. O logotipo Midnight Sons acabou sendo retirado dos títulos restantes, datado de setembro de 1994, embora Morbius, Blade, Blaze, Doutor Estranho, Motoqueiro Fantasma (vol. 3), Marvel Comics Presents e as três edições finais de Midnight Sons Unlimited continuassem sob o logotipo normal da Marvel.
O selo Marvel Edge estreou em 1995, incorporando alguns dos mesmos títulos em andamento como Midnight Sons, incluindo Doctor Strange: Sorcerer Supreme e Motoqueiro Fantasma.
Em 2009, uma encarnação diferente da equipe foi apresentada em Marvel Zombies 4 depois de ser exibido em Marvel Zombies 3. Mais como a Legion of Monsters do que uma formação tradicional dos Filhos da Meia-Noite, esta equipe incluía Morbius, Daimon Hellstrom, Jennifer Kale, Werewolf by Night e Homem-Coisa. O Capuz ajudou brevemente. A história continuou vagamente em Punisher: Frankencastle e Legion of Monsters.
Uma equipe sem nome semelhante aos Filhos da Meia-Noite apareceu na série Spirits of Vengeance de 5 edições em 2017 por Victor Gischler e David Baldeón. Esta série contou com Johnny Blaze, Daimon Hellstrom, Blade e Satana.
Em fevereiro de 2017, o artista de Cavaleiro da Lua, Greg Smallwood, manifestou interesse em uma versão renovada dos Midnight Sons, apresentando uma equipe composta por Cavaleiro da Lua, Blade, Motorista Fantasma, Doutor Estranho, Justiceiro, Daimon Hellstrom, Jennifer Kale e Hannibal King. Embora isso nunca tenha acontecido, Smallwood contribuiu com capas variantes para Doctor Strange: Damnation de Donny Cates, Nick Spencer e Rod Reis, que apresentava outra equipe moderna dos Filhos da Meia-Noite: Wong, Blade, Irmão Vodu, Elsa Bloodstone, Johnny Blaze, Cavaleiro da Lua, Punho de Ferro, Aranha Escarlate e Homem-Coisa.
Em junho de 2022, uma nova série limitada foi anunciada para lançamento em setembro de 2022, intitulada Midnight Suns. A minissérie de 5 edições será escrita por Ethan Sacks com arte de Luigi Zagaria. A equipe será composta por Blade, Kushala (Motoqueira Fantasma - the Spirit Rider), Magik, Wolverine, Nico Minoru e Zoe Laveau.

## Biografia da equipe fictícia

### Rise of the Midnight Sons
A equipe foi formada por Espíritos de Vingança, Danny Ketch e Johnny Blaze depois que Motoqueiro Fantasma teve uma visão na qual soube que Lilith, Mãe de Todos os Demônios (não filha de Drácula, outro personagem da Marvel com o mesmo nome) estava sendo ressuscitada e representava um grande ameaça. Ela planejou usar seus filhos demônios, os Lilin, para dominar a Terra. Embora Lilith tivesse muitos filhos, ela teve quatro filhos que foram muito leais a ela. Seus nomes eram Pilgrim, Nakota, Meatmarket e o mais poderoso dos quatro, Blecaute, o velho inimigo de Motoqueiro Fantasma (Blecaute não era um filho real de Lilith originalmente, mas sim um neto. Mais tarde, ele foi morto e Lilith deu à luz Blecaute junto com seus outros filhos, tornando-o um de seus filhos reais). Embora ela tivesse muito mais filhos para ajudá-la, o resto abandonou Lilith. Depois que ela foi presa, muitos dos Lilin foram dispersos ou mortos. Aqueles que foram dispersos esqueceram os caminhos de Lilith e seguiram em frente com suas vidas, exceto os servos mais fiéis de Lilith.
A equipe era composta pelos Nightstalkers (Eric Brooks/Blade, Frank Drake e Hannibal King), Morbius, o Vampiro Vivo, os Espíritos de Vingança (Danny Ketch/Motoqueiro Fantasma, Johnny Blaze/Motoqueiro Fantasma, e mais tarde Michael Badilino/Vingança), e os guardiões do Darkhold, os Redentores do Darkhold (Sam Buchanan, Victoria Montesi, Louise Hastings e mais tarde Modred, O Místico e Jinx). Enquanto reunia secretamente a equipe e as subequipes internas, nos bastidores, o Doutor Estranho não se juntou oficialmente à equipe até o enredo do Siege of Darkness.

### Midnight Massacre
O segundo grande encontro entre os Filhos da Meia-Noite ocorreu quando Blade, com uma página do Darkhold, se tornou a criatura demoníaca Switchblade. Ele matou a maioria dos Filhos da Meia-Noite, posteriormente assumindo o poder e as armas de cada um. Ele foi finalmente parado quando Louise Hastings usou um contra-feitiço do Darkhold.

### Siege of Darkness
O "Siege of Darkness" consistiu em duas histórias subsequentes nas quais os Filhos da Meia-Noite lutaram contra grupos ligados aos dois principais vilões, Lilith e Zarathos. No primeiro arco da história, as capas eram pretas com contornos vagos, e os Filhos da Meia-Noite lutaram contra os Lilin que estavam invadindo a terra em uma fumaça misteriosa que emanava do cemitério de Cypress Hills. Lilin incluídos neste arco incluem Tempo Ruim, Martine Bancroft, Blecaute, Legião do Mal, Meatmarket, Nakota, Exilado, Peregrino, Irmã Nil, Stonecold e Sede de Sangue, que estava possuindo Morbius. No segundo arco da história, as capas apresentavam um desenho de sangue pingando, e os Filhos da Meia-Noite lutaram contra The Fallen, um grupo leal a Zarathos. The Fallen incluem Atrocidade, Embyrre, Metarco, Patriarch e Salomé.

#### The Lilin
No início da história, Motoqueiro Fantasma e Blaze contam aos Nightstalkers, The Darkhold Redeemers e Morbius que mataram Lilith e Zarathos. Os Nightstalkers, que são céticos, investigam, mas encontram uma névoa contendo Lilin agora emanando do cemitério de Cypress Hills. Enquanto os outros Filhos da Meia-Noite se juntam à luta, eles descobrem que, em vez de matar Lilith e Zarathos, Ghost Rider e Blaze abriram um portal para Shadowside, onde Lilin havia sido exilado. Eles se dividiram em dois grupos, um liderado por Motoqueiro Fantasma e outro liderado por Morbius. Zelador, Doutor Estranho e Vingança também se juntam à luta. O Zelador afirma que Zarathos é mais poderoso e eles devem proteger o Medalhão do Poder. Doutor Estranho teletransporta o grupo de Motoqueiro Fantasma para seu Sanctum Sanctorum. Eles descobrem por alguns Lilin que a equipe de Morbius tem um traidor. A equipe que segue Morbius, que inclui Louise Hastings, se esconde em um dos antigos laboratórios de Morbius. Louise Hastings descobre que Morbius foi infectado pelo sangue de Lilin, e Morbius a mata secretamente. Morbius foi tomado pelo Lilin Sede de Sangue. Ele então solicita a entrada no Sanctum Sanctorum do Doutor Estranho. Sem saber que Morbius estava possuído, o Doutor Estranho permite que ele entre, o que permite que outros Lilin o sigam. Doutor Estranho convence Morbius a lutar contra o controle de Sede de Sangue. O Doutor Estranho então lança um feitiço que faz com que o Sanctum Sanctorum exploda. Os Espíritos da Vingança então confrontam Lilith e Zarathos no Cemitério Cypress Hills e usam o Medalhão do Poder para enviar Lilith e Lilin de volta para Shadowside. O Medalhão do Poder desaparece.

#### The Fallen
Depois que Lilith é exilada, parece que um grupo chamado The Fallen, leal a Zarathos, voltou do exílio. The Fallen são uma ramificação do The Blood, o grupo ao qual pertence o Zelador. The Fallen deixou The Blood para seguir o mago Zarathos. The Fallen venceu rapidamente os Filhos da Meia-Noite e levaram o Zelador. Os Filhos da Meia-Noite se reagrupam no The Nightclub, e o Zelador envia uma mensagem de que The Fallen planeja recrutar ou matar membros sobreviventes do The Blood. Os Filhos da Meia-Noite então encontram James Raydar, Patriarch e Truthsayer; Patriarch se junta a Zarathos, Truthsayer é morto por Modred e James Raydar se junta aos Filhos da Meia-Noite junto com Embyrre, filha de Raydar e um dos Fallen que se volta contra Zarathos quando vê a nobreza de Morbius. Enquanto isso, Victoria Montesi descobre que engravidou de Chthon. O Doutor Estranho a ajuda no momento em que está sendo atacado por Salomé, uma dos The Fallen, que afirma ser a legítima Feiticeira Suprema. Doutor Estranho desaparece em outra dimensão e coloca Victoria Montesi em uma estase mística. Em seu lugar aparece Strange, uma construção mística do Doutor Estranho vagamente baseada em si mesmo. Strange se junta ao resto dos Filhos da Meia-Noite na luta contra The Fallen. Motoqueiro Fantasma confronta Zarathos um a um, e Motoqueiro Fantasma é aparentemente destruído e seu poder absorvido por Zarathos. Os Filhos da Meia-Noite então lutam contra o Patriarch, Metarco e Atrocidade até a paralisação, e os Caídos recuam. O zelador revela que há mais um membro do The Blood que eles não contataram, Foundry. Os Filhos da Meia-Noite rastreiam Foundry, que lhes dá uma espada chamada Justiciar. Ela afirma que deve ser temperado em seu próprio sangue e se sacrifica. Blade então usa Justiciar para matar Patriarch, Metarco e Atrocidade com a ajuda dos outros Filhos da Meia-Noite. Eles acreditam que a destruição de The Fallen enfraquecerá Zarathos. Eles atacam Zarathos diretamente. Embyrre e James Raydar também atacam e são mortos. Motoqueiro Fantasma, cujo espírito foi absorvido por Zarathos, agora aparentemente o ataca por dentro e Blade esfaqueia Zarathos com Justiciar. Zarathos, com a espada atravessada no peito, se transforma em pedra. Johnny Blaze, Vingança, Morbius, Blade, Hannibal King, Strange e Zelador então passam por uma cerimônia na qual são marcados com o símbolo da adaga flamejante. O Zelador diz que eles se tornaram os sucessores da 'Ordem dos Filhos da Meia-Noite original. Esta marca é colocada nos braços de todos os membros da nova equipe, exceto Frank Drake, um membro dos Nightstalkers e um descendente humano de Drácula e do Motoqueiro Fantasma que aparentemente havia sido destruído. Drake foi impedido de assumir a marca devido à sua relativa normalidade em comparação com os outros membros que foram afligidos sobrenaturalmente e destinados a serem estranhos. Ele foi autorizado, no entanto, a ser um membro associado.

### Marvel Zombies
Uma nova equipe Filhos da Meia-Noite é sancionada pela A.R.M.O.R., uma agência governamental que monitora e policia realidades alternativas da Terra-616. A equipe é escolhida por Morbius, que alista Daimon Hellstrom, Jennifer Kale e Werewolf by Night para conter o surto de vírus zumbi de se espalhar ainda mais no universo 616. A equipe faz uma breve aparição no final de Marvel Zombies 3 e aparece totalmente em Marvel Zombies 4. Homem-Coisa e o Capuz se juntam à equipe mais tarde na série.

### Damnation
Durante a história de Damnation, Wong e o fantasma do cachorro do Doutor Estranho, Bats, reuniram Blade, Irmão Vodu, Elsa Bloodstone, Motoqueiro Fantasma, Cavaleiro da Lua, Punho de Ferro, Aranha Escarlate e Homem-Coisa para formar a terceira encarnação dos Filhos da Meia-Noite para que eles poderia ajudar o Doutor Estranho a lutar contra as forças de Mefisto em Las Vegas.

### Midnight Suns
Em 2022, a equipe atual foi reunida quando Zoe Laveau, estudante da Strange Academy, acidentalmente projetou uma visão para personagens sobrenaturais em todo o Universo Marvel. Apresentando Blade, Kushala, Magia, Wolverine, Nico Minoru e Zoe Laveau, a série também inclui aparições proeminentes de personagens como Agatha Harkness, Clea Strange e Doutor Destino.

## Crossovers
- Rise of the Midnight Sons (1992)
  - Ghost Rider (vol. 3) #28 (Parte 1)
  - Ghost Rider/Blaze: Spirits of Vengeance #1 (Parte 2)
  - Morbius: The Living Vampire #1  (Parte 3)
  - Darkhold: Page from the Book of Sins #1 (Parte 4)
  - Nightstalkers #1 (Parte 5)
  - Ghost Rider (vol. 3) #31 (Parte 6)

- Prelude to Midnight Massacre (1993)
  - Nightstalkers #7 (Parte 1)
  - Morbius: The Living Vampire #10  (Parte 2)
  - Nightstalkers #8 (Parte 3)
  - Nightstalkers #9 (Parte 4)
  - Morbius: The Living Vampire #11  (Parte 5)

- Midnight Massacre (1993)
  - Nightstalkers #10 (Parte 1)
  - Ghost Rider (vol. 3) #40 (Parte 2)
  - Darkhold: Page from the Book of Sins #11 (Parte 3)
  - Morbius: The Living Vampire #12 (Parte 4)
  - Ghost Rider/Blaze: Spirits of Vengeance #13  (Parte 5)

- Road To Vengeance: Missing Link (1993)
  - Ghost Rider (vol. 3) #41 (Parte 1)
  - Ghost Rider/Blaze:Spirits of Vengeance #14 (Parte 2)
  - Ghost Rider (vol. 3) #42 (Parte 3)
  - Ghost Rider/Blaze: Spirits of Vengeance #15 (Parte 4)
  - Ghost Rider (vol. 3) #43 (Parte 5)
  - Ghost Rider/Blaze: Spirits of Vengeance #16 (Parte 6)

- Siege of Darkness (1993)
  - Nightstalkers #14 (Parte 1)
  - Ghost Rider (vol. 3) #44 (Parte 2)
  - Marvel Comics Presents #143 (Parte 3)
  - Darkhold: Page from the Book of Sins #15 (Parte 4)
  - Morbius: The Living Vampire #16 (Parte 5)
  - Marvel Comics Presents #144 (Parte 6)
  - Doctor Strange, Sorcerer Supreme #60 (Parte 7)
  - Ghost Rider/Blaze: Spirits of Vengeance #17 (Parte 8)
  - Silver Sable and the Wild Pack #19 (opcional)
  - Nightstalkers #15 (Parte 9)
  - Ghost Rider (vol. 3) #45 (Parte 10)
  - Marvel Comics Presents #145 (Parte 11)
  - Darkhold: Page from the Book of Sins #16 (Parte 12) - última edição da série
  - Morbius: The Living Vampire #17 (Parte 13)
  - Marvel Comics Presents #146 (Parte 14)
  - Doctor Strange, Sorcerer Supreme #61 (Parte 15)
  - Ghost Rider/Blaze: Spirits of Vengeance #18 (Parte 16)
  - Midnight Sons Unlimited #4 (Parte 17)

- Marvel Zombies 4 (2009)
  - Marvel Zombies 4 #1 (Parte 1)
  - Marvel Zombies 4 #2 (Parte 2)
  - Marvel Zombies 4 #3 (Parte 3)
  - Marvel Zombies 4 #4 (Parte 4)

- Damnation (2018)
  - Damnation #1 (Parte 1)
  - Doctor Strange #386 (tie-in)
  - Damnation #2 (Parte 2)
  - Doctor Strange #387 (tie-in)
  - Scarlet Spider #15 (tie-in)
  - Damnation #3 (Parte 3)
  - Iron Fist #78 (tie-in)
  - Scarlet Spider #16 (tie-in)
  - Johnny Blaze: Ghost Rider #1 (tie-in)
  - Doctor Strange #388 (tie-in)
  - Iron Fist #79 (tie-in)
  - Iron Fist #80 (tie-in)
  - Scarlet Spider #17 (tie-in)
  - Damnation #4 (Parte 4)
  - Doctor Strange #389 (epilogo)

- Midnight Suns (2022)
  - Midnight Suns #1 (Parte 1)
  - Midnight Suns #2 (Parte 2)
  - Midnight Suns #3 (Parte 3)
  - Midnight Suns #4 (Parte 4)
  - Midnight Suns #5 (Parte 5)

## Edições de colecionador
- Rise of the Midnight Sons (Ghost Rider (vol. 3) #28, 31; Spirits of Vengeance #1, Morbius: The Living Vampire #1, Darkhold #1, Nightstalkers #1)
- Marvel Zombies 4 (Marvel Zombies 4 #1-4)
- Doctor Strange: Damnation The Complete Collection (Damnation #1-4, Johnny Blaze: Ghost Rider #1, Doctor Strange #386-389, Iron Fist #78-80, Ben Reilly: Scarlet Spider #15-17)

## Em outras mídias
Os Midnight Sons, renomeados como Midnight Suns, aparecem em Marvel's Midnight Suns . Esta versão da equipe existe desde o século 17, com Espíritos de Vingança como membros proeminentes ao longo das várias iterações da equipe e a Feiticeira Escarlate como ex-membro. No presente, o Zelador alista o Hunter, Nico Minoru, Blade, Magia e Robbie Reyes para unir forças com os Vingadores e deter Lilith.